# Gylfi Sigurðsson
Pour les articles homonymes, voir Sigurðsson.
Gylfi Þór Sigurðsson, né le 8 septembre 1989 à Reykjavik en Islande, est un footballeur international islandais qui évolue au poste de milieu offensif au Víkingur Reykjavik.

## Biographie

### Jeunesse et formation
Il est né à Hafnarfjörður, en Islande. Il fait ses premiers pas dans le football dans le club de sa ville, FH Hafnarfjörður, avant de rejoindre le club de Breiðablik. Il fut un international islandais des moins de 17 ans. Il passe beaucoup de temps à s’entraîner avec l'équipe de Preston North End avant de signer pour Reading, en Angleterre, dans une académie scolaire en octobre 2005. Il s'entraîne durant trois ans avec l'équipe réserve du club. Durant la saison 2007-2008, lui et cinq autres jeunes joueurs du club, reçoivent leur contrats professionnels.

### Débuts avec Reading
Il débute à Reading où il se forge rapidement une place de titulaire. Lors de la saison 2009-2010, il inscrit 16 buts en championnat et délivre 9 passes décisives. Il s'avère prolifique pour un milieu de terrain, et devient un apport offensif important pour l'équipe.

### Hoffenheim
Il se rend en Allemagne, à Hoffenheim. Sa première saison avec le club allemand s'avère réussie avec neuf réalisations en championnat. Mais il n'arrive pas à s'imposer au sein de l'équipe et n'est pas souvent titulaire. Il reste en début de saison 2011-2012 mais quitte le club en début de saison.

### Prêt à Swansea
Le 1er janvier 2012, il est prêté pour le reste de la saison à Swansea City qui évolue en Premier League. Le 15 janvier, il fait ses débuts en rentrant en seconde période lors d'une victoire des gallois 3-2 contre Arsenal. En février, il marque son premier but face à West Bromwich Albion. Il enchaîne les bonnes performances, marquant à sept reprises en championnat.

### Tottenham

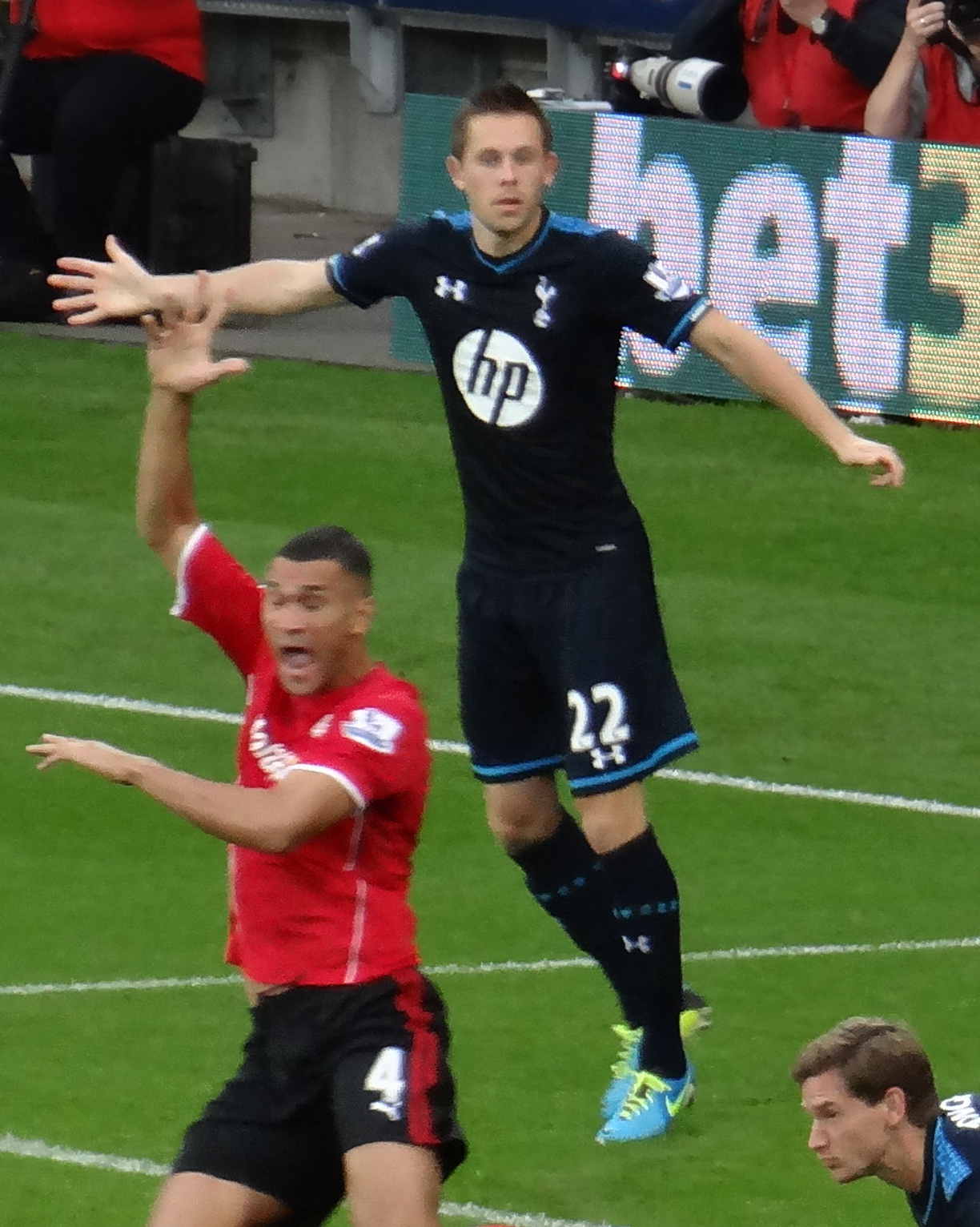
Gylfi jouant pour Tottenham Hotspur en 2013.

En juillet 2012, il signe en faveur de Tottenham Hotspur, la durée du contrat et le montant de la transaction n'étant pas révélés. Il inscrit son premier but pour Tottenham le 26 septembre 2012 contre Carlisle United en coupe de la Ligue anglaise. Il délivre également une passe décisive pour Jan Vertonghen sur l'ouverture du score et son équipe s'impose (0-3).
Le 7 mars 2013, Sigurðsson inscrit un but contre l'Inter Milan en Ligue Europa, Tottenham remportant le match aller des huitièmes de finale 3-0 avant de se faire éliminer lors du tour suivant par les Suisses du FC Bâle.

### Retour à Swansea

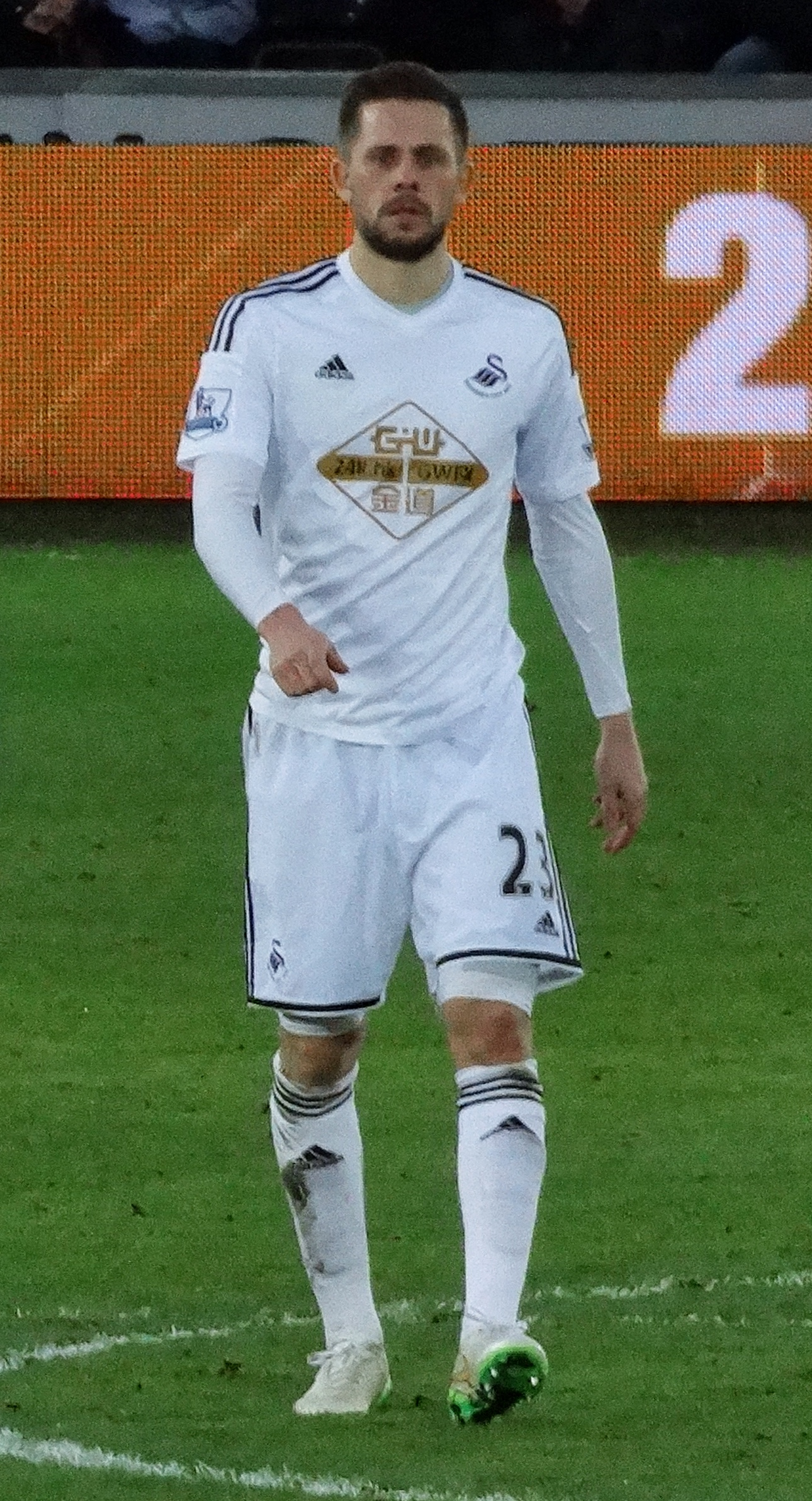
Gylfi jouant pour Swansea City en 2015.

En juillet 2014, il s'engage pour quatre ans avec Swansea City.
Lors du premier match de la saison 2014-2015, face à Manchester United à Old Trafford, il inscrit un but qui donne la victoire à son équipe, faisant ainsi tomber l'invincibilité des Red Devils lors d'un match d'ouverture de saison à domicile, depuis 1972. Il confirme par la suite son beau début de saison en délivrant trois passes décisives en deux matchs. Le 9 novembre 2014, il inscrit un but sur coup franc lors d'un match à domicile face à Arsenal. Les Swans remportent le match 2-1,. L'Islandais inscrit trente buts et délivre vingt-six passes décisives en cent douze matchs toutes compétitions en l'espace de trois saisons sous le maillot de Swansea City.

### Everton FC

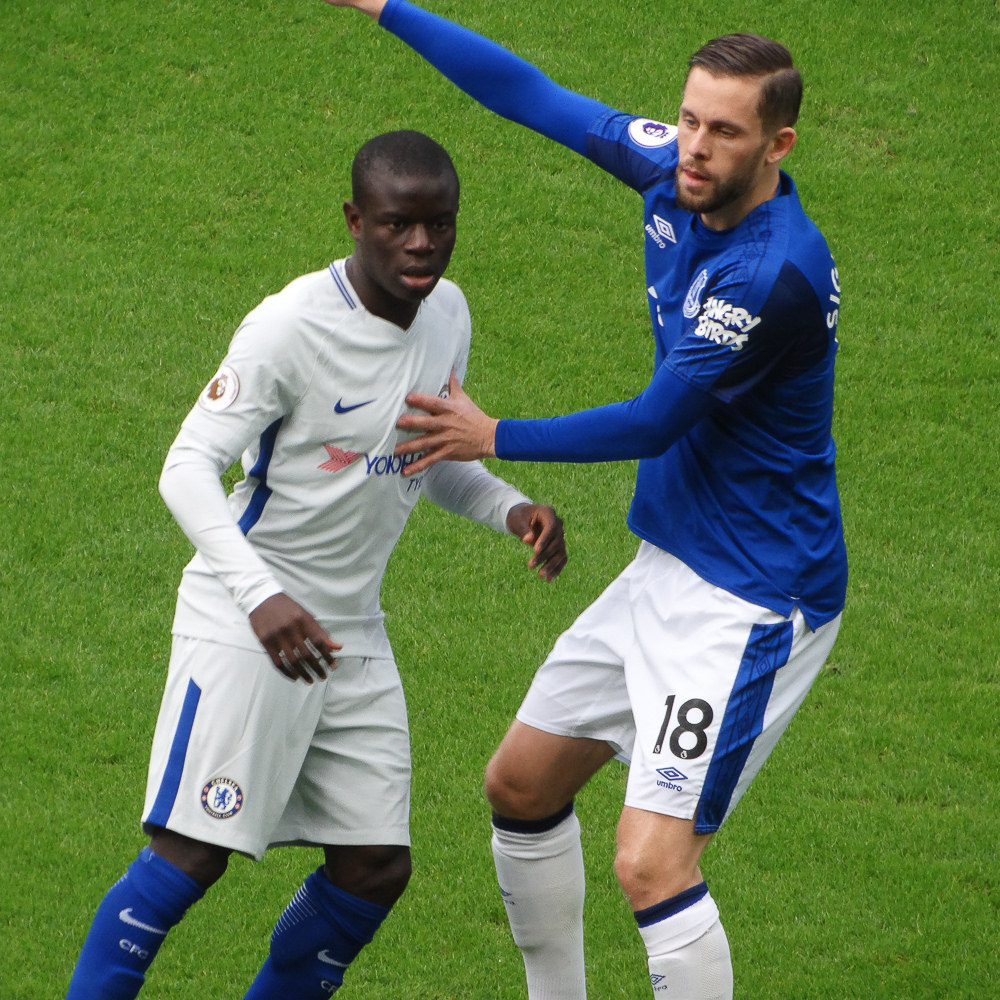
Gylfi (à droite) jouant pour Everton en 2017.

Le 16 août 2017, Sigurðsson s'engage pour cinq saisons avec l'Everton FC,. Le 21 août suivant, il prend part à sa première rencontre avec les Toffees en entrant en cours de match face à Manchester City (1-1). Trois jours plus tard, Sigurðsson inscrit son premier but sous le maillot d'Everton lors du match de barrages retour de la Ligue Europa face au Hajduk Split (1-1).
Sigurðsson prend part à toutes les rencontres de championnat lors de la saison 2018-2019. Il inscrit treize buts au cours de cette saison, son record personnel sur une campagne de Premier League.
En juillet 2021, il est accusé de détournement de mineur après suspicion qu'il ait envoyé des messages et eu des relations avec une fille de moins de 16 ans. Il est placé sous contrôle judiciaire et exclu de l'équipe le temps de l'investigation.
Lors de l'annonce du 10 septembre 2021, Gylfi n'est pas retenu dans l'effectif définitif d'Everton en Premier League pour la saison 2021-22, en raison des poursuites à son encontre.
Everton libère Sigurdsson de son contrat en juin 2022, l'affaire n'ayant pas été résolue.
Les poursuites sont abandonnées en avril 2023 pour manque de preuves, le joueur choisit de ne pas poursuivre en justice l'autorité britannique bien que l'investigation a entaché sa carrière à Everton et plus généralement en Angleterre

### Lyngby BK
Le 31 août 2023, Sigurðsson a signé un contrat d'un an avec le club danois de Superliga Lyngby,.
Il fait ses débuts le 22 septembre à domicile contre le Vejle Boldklub; pour ce qui est son premier match professionnel depuis deux ans.
Le 21 janvier 2024, Lyngby annonce la rupture du contrat par accord mutuel.

### Valur Reykjavik
Le 14 mars 2024, Gylfi Sigurðsson  signe un contrat de deux ans avec le Valur Reykjavik. Il joue son premier match le 1er mars en Supercoupe d'Islande, jouant la première mi-temps contre le Víkingur Reykjavik, qui s'impose lors de la séance de tirs au but.

### En sélection nationale

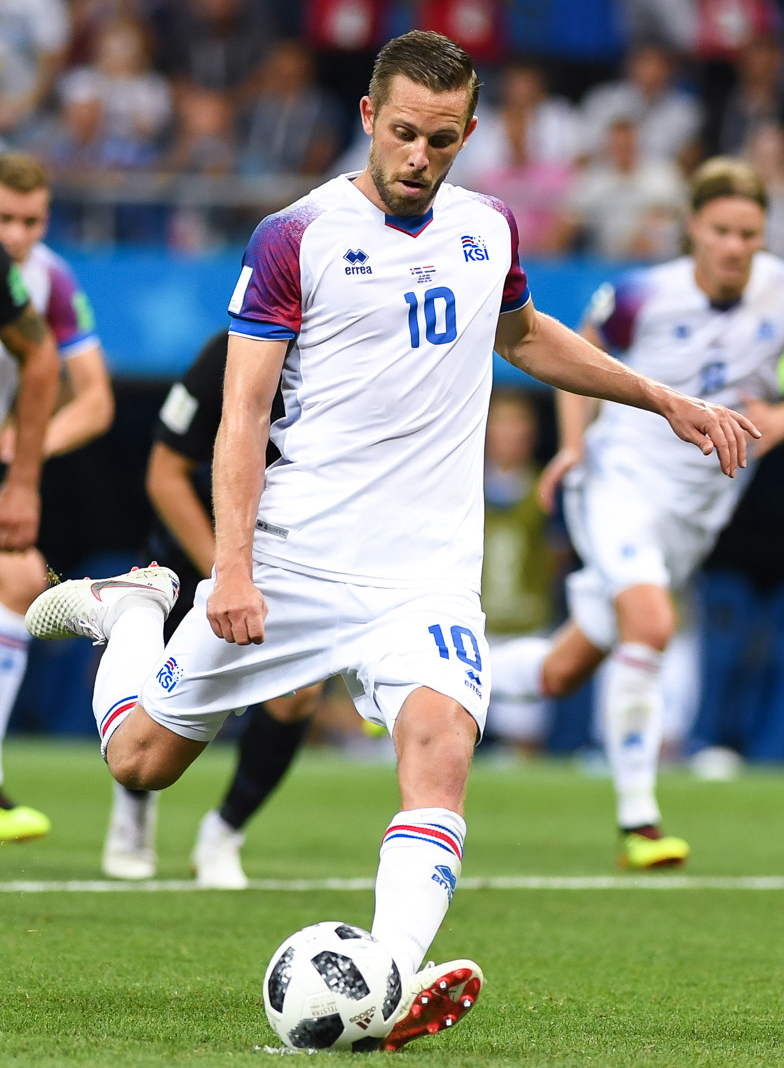
Gylfi Sigurðsson jouant pour l'équipe d'Islande à la Coupe du monde 2018.

Gylfi a participé aux qualifications du Championnat d'Europe des moins de 19 ans 2008, marquant deux fois en qualification et deux fois dans le tour d'élite, mais l'Islande s'est inclinée de trois points face à la Bulgarie, vainqueur du groupe, et a manqué la phase finale. En novembre 2007, Gylfi a fait ses débuts dans l'équipe d'Islande des moins de 21 ans, jouant 30 minutes contre l'Allemagne lors d'une défaite 3-0. Lors du dernier match de l'Islande, il a ouvert le score contre la Slovaquie, mais le Slovaque Miroslav Stoch a égalisé à 1-1. L'Islande n'a pas réussi à se qualifier pour les barrages, mais a pris un bon départ lors de la campagne 2011. Il a fait ses débuts en octobre contre Saint-Marin, marquant deux buts en 16 minutes lors d'une large victoire 6-0.
Il honore sa première en sélection avec l'équipe d'Islande le 29 mai 2010, contre Andorre. Il est titularisé lors de cette rencontre remportée par son équipe sur le score de quatre buts à zéro, une rencontre au cours de laquelle il a réalisé la passe décisive pour le deuxième but sur un coup franc. Gylfi a également aidé l'équipe d'Islande des moins de 21 ans à se qualifier pour le Championnat d'Europe des moins de 21 ans 2011, en jouant les deux matches de barrage contre l'Écosse, que l'Islande a remportés 4-2 sur l'ensemble des deux matches,. Au match retour, Gylfi a marqué deux buts en seconde période pour permettre à l'Islande de remporter le match 2-1.
Le 13 octobre 2014, Gylfi a marqué les deux buts (dont un penalty) lors de la victoire de l'Islande sur les Pays-Bas en match de qualification pour l'Euro 2016. Lors du match retour, le 3 septembre suivant à l'Amsterdam Arena, il a converti un autre penalty pour le seul but du match, après une faute de Gregory van der Wiel sur Birkir Bjarnason.
Gylfi a été sélectionné pour l'Euro 2016. Le 18 juin, il a marqué sur penalty le but de l'Islande lors de son deuxième match de phase de groupe contre la Hongrie, lors d'un match nul 1-1 au Stade Vélodrome. L'aventure s'arrêtera en quart de finale lorsque l'Islande perd contre l'équipe de France, pays hôte de la compétition (2-5) 
Sigurðsson fait partie des vingt-trois joueurs islandais sélectionnés pour disputer la Coupe du monde de 2018 en Russie. Il y jouera les trois matchs de poules face à l'Argentine, le Nigeria et la Croatie. Lors du match de phase de groupe contre la Croatie, il a marqué un penalty à la 76e minute, mais l'Islande a perdu 2-1 et a été éliminée en phase de groupes.
Gylfi a marqué deux buts contre la Roumanie le 8 octobre 2020, ce qui a permis à l'Islande de se qualifier pour la finale des barrages et de lutter pour une place à la phase finale de l'Euro 2020.
Gylfi a joué pour la dernière fois pour l'Islande en 2021. Après que l'enquête de la police britannique sur Gylfi a été classée sans suite en avril 2023, le nouveau sélectionneur de l'Islande, Åge Hareide, a déclaré : « Il était peut-être le meilleur joueur que l'Islande ait jamais eu. Il s'est retrouvé dans une situation difficile. J'espère qu'il rechaussera les crampons. Toutes les équipes peuvent bénéficier d'un joueur avec ses capacités ». Le président de la Fédération d'Islande de football a déclaré que rien ne s'opposait à ce que le joueur représente à nouveau le pays,.
Le 4 octobre 2023, près de 3 ans après sa dernière apparition en équipe nationale, Gylfi a été convoqué pour les matchs de qualification pour l'Euro 2024 contre le Luxembourg et le Liechtenstein, respectivement les 13 et 16 octobre. Il a inscrit un doublé lors du match contre le Liechtenstein et a marqué son 27e but international, devenant ainsi le meilleur buteur de l'histoire de l'Islande.

### Vie privée
En juin 2019, Gylfi a épousé Alexandra Ívarsdóttir (née en 1989) qui avait été Miss Islande en 2008. Ils se fréquentaient depuis 2010. Par l'intermédiaire de sa sœur, il est l'oncle de Karólína Lea Vilhjálmsdóttir de l'équipe nationale féminine d'Islande.
Le 16 juillet 2021, un footballeur de Premier League âgé de 31 ans a été arrêté « sur des soupçons d'infractions sexuelles sur des enfants » et a été libéré sous caution pendant que les enquêtes se poursuivaient, a déclaré la police du Grand Manchester sans nommer le joueur. Everton a déclaré qu'ils « ont suspendu un joueur de l'équipe première en attendant une enquête de police », mais n'a pas confirmé s'il s'agissait du même joueur arrêté par la police du Grand Manchester. Le journal islandais Morgunblaðið a rapporté que le joueur arrêté pour des infractions sexuelles présumées sur des enfants était Gylfi,. La boisson danoise State Energy, qui avait signé avec Gylfi un mois plus tôt, a supprimé toute publicité à son effigie.
En octobre 2022, alors que Gylfi n'est pas inculpé mais toujours sous le coup d'une interdiction de voyager, le politicien Njáll Trausti Friðbertsson (en) déclare qu'il discutera du cas du joueur avec la commission des affaires étrangères,. Le 14 avril 2023, la police du Grand Manchester confirme qu'aucune autre mesure ne sera prise à l'encontre de Gylfi,. L'avocat de Gylfi déclare que le joueur ne poursuivra pas les autorités britanniques en raison de l'enquête,.

## Statistiques
| Saison                | Club                   | Championnat           | Championnat | Championnat | Championnat | Coupe nationale | Coupe nationale | Coupe nationale | Coupe de la Ligue | Coupe de la Ligue | Coupe de la Ligue | Supercoupe | Supercoupe | Supercoupe | Compétition(s) continentale(s) | Compétition(s) continentale(s) | Compétition(s) continentale(s) | Compétition(s) continentale(s) | Football League Trophy | Football League Trophy | Football League Trophy | Islande | Islande | Islande | Total | Total | Total |
| Saison                | Club                   | Division              | M.          | B.          | P.d.        | M.              | B.              | P.d.            | M.                | B.                | P.d.              | M.         | B.         | P.d.       | Comp.                          | M.                             | B.                             | P.d.                           | M.                     | B.                     | P.d.                   | M.      | B.      | P.d.    | M.    | B.    | P.d.  |
| 2008-2009             | Reading FC             | Championship          | -           | -           | -           | 1               | 0               | 0               | 2                 | 0                 | 0                 | -          | -          | -          | -                              | -                              | -                              | -                              | -                      | -                      | -                      | -       | -       | -       | 3     | 0     | 0     |
| 2009-2010             | Reading FC             | Championship          | 38          | 16          | 8           | 5               | 3               | 0               | 1                 | 1                 | 0                 | -          | -          | -          | -                              | -                              | -                              | -                              | -                      | -                      | -                      | 1       | 0       | 0       | 45    | 20    | 8     |
| 2010-2011             | Reading FC             | Championship          | 4           | 2           | 0           | -               | -               | -               | -                 | -                 | -                 | -          | -          | -          | -                              | -                              | -                              | -                              | -                      | -                      | -                      | -       | -       | -       | 4     | 2     | 0     |
| Sous-total            | Sous-total             | Sous-total            | 42          | 18          | 8           | 6               | 3               | 0               | 3                 | 1                 | 0                 | -          | -          | -          | -                              | -                              | -                              | -                              | -                      | -                      | -                      | 1       | 0       | 0       | 52    | 22    | 8     |
| 2008-2009             | Shrewsbury Town (prêt) | League Two            | 5           | 1           | 0           | -               | -               | -               | -                 | -                 | -                 | -          | -          | -          | -                              | -                              | -                              | -                              | 1                      | 0                      | 1                      | -       | -       | -       | 6     | 1     | 1     |
| Sous-total            | Sous-total             | Sous-total            | 5           | 1           | 0           | -               | -               | -               | -                 | -                 | -                 | -          | -          | -          | -                              | -                              | -                              | -                              | 1                      | 0                      | 1                      | -       | -       | -       | 6     | 1     | 1     |
| 2008-2009             | Crewe Alexandra (prêt) | League One            | 15          | 3           | 1           | -               | -               | -               | -                 | -                 | -                 | -          | -          | -          | -                              | -                              | -                              | -                              | -                      | -                      | -                      | -       | -       | -       | 15    | 3     | 1     |
| Sous-total            | Sous-total             | Sous-total            | 15          | 3           | 1           | -               | -               | -               | -                 | -                 | -                 | -          | -          | -          | -                              | -                              | -                              | -                              | -                      | -                      | -                      | -       | -       | -       | 15    | 3     | 1     |
| 2010-2011             | 1899 Hoffenheim        | Bundesliga            | 29          | 9           | 2           | 3               | 1               | 0               | -                 | -                 | -                 | -          | -          | -          | -                              | -                              | -                              | -                              | -                      | -                      | -                      | 4       | 0       | 1       | 36    | 10    | 3     |
| 2011-2012             | 1899 Hoffenheim        | Bundesliga            | 7           | 0           | 1           | -               | -               | -               | -                 | -                 | -                 | -          | -          | -          | -                              | -                              | -                              | -                              | -                      | -                      | -                      | 1       | 1       | 0       | 8     | 1     | 1     |
| Sous-total            | Sous-total             | Sous-total            | 36          | 9           | 3           | 3               | 1               | 0               | -                 | -                 | -                 | -          | -          | -          | -                              | -                              | -                              | -                              | -                      | -                      | -                      | 5       | 1       | 1       | 44    | 11    | 4     |
| 2011-2012             | Swansea City (prêt)    | Premier League        | 18          | 7           | 3           | 1               | 0               | 0               | -                 | -                 | -                 | -          | -          | -          | -                              | -                              | -                              | -                              | -                      | -                      | -                      | 3       | 0       | 1       | 22    | 7     | 4     |
| Sous-total            | Sous-total             | Sous-total            | 18          | 7           | 3           | 1               | 0               | 0               | -                 | -                 | -                 | -          | -          | -          | -                              | -                              | -                              | -                              | -                      | -                      | -                      | 3       | 0       | 1       | 22    | 7     | 4     |
| 2012-2013             | Tottenham Hotspur      | Premier League        | 33          | 3           | 4           | 2               | 0               | 0               | 2                 | 1                 | 1                 | -          | -          | -          | C3                             | 11                             | 3                              | 1                              | -                      | -                      | -                      | 7       | 3       | 1       | 55    | 10    | 7     |
| 2013-2014             | Tottenham Hotspur      | Premier League        | 25          | 5           | 0           | -               | -               | -               | 2                 | 1                 | 0                 | -          | -          | -          | C3                             | 8                              | 0                              | 3                              | -                      | -                      | -                      | 8       | 1       | 2       | 43    | 7     | 5     |
| Sous-total            | Sous-total             | Sous-total            | 58          | 8           | 4           | 2               | 0               | 0               | 4                 | 2                 | 1                 | -          | -          | -          | -                              | 19                             | 3                              | 4                              | -                      | -                      | -                      | 15      | 4       | 3       | 98    | 17    | 12    |
| 2014-2015             | Swansea City           | Premier League        | 32          | 7           | 10          | 1               | 1               | 0               | 2                 | 1                 | 0                 | -          | -          | -          | -                              | -                              | -                              | -                              | -                      | -                      | -                      | 5       | 4       | 1       | 40    | 13    | 11    |
| 2015-2016             | Swansea City           | Premier League        | 36          | 11          | 3           | -               | -               | -               | 1                 | 0                 | 0                 | -          | -          | -          | -                              | -                              | -                              | -                              | -                      | -                      | -                      | 15      | 5       | 3       | 52    | 16    | 6     |
| 2016-2017             | Swansea City           | Premier League        | 38          | 9           | 13          | 1               | 0               | 0               | 1                 | 1                 | 0                 | -          | -          | -          | -                              | -                              | -                              | -                              | -                      | -                      | -                      | 6       | 1       | 1       | 46    | 11    | 14    |
| Sous-total            | Sous-total             | Sous-total            | 106         | 27          | 26          | 2               | 1               | 0               | 4                 | 2                 | 0                 | -          | -          | -          | -                              | -                              | -                              | -                              | -                      | -                      | -                      | 26      | 10      | 5       | 138   | 40    | 31    |
| 2017-2018             | Everton FC             | Premier League        | 27          | 4           | 3           | 1               | 1               | 0               | -                 | -                 | -                 | -          | -          | -          | C3                             | 5                              | 1                              | 1                              | -                      | -                      | -                      | 10      | 5       | 1       | 43    | 11    | 5     |
| 2018-2019             | Everton FC             | Premier League        | 38          | 13          | 6           | 2               | 0               | 1               | 1                 | 1                 | 0                 | -          | -          | -          | -                              | -                              | -                              | -                              | -                      | -                      | -                      | 8       | 0       | 1       | 49    | 14    | 8     |
| 2019-2020             | Everton FC             | Premier League        | 35          | 2           | 3           | 1               | 0               | 0               | 2                 | 1                 | 0                 | -          | -          | -          | -                              | -                              | -                              | -                              | -                      | -                      | -                      | 6       | 2       | 0       | 44    | 5     | 3     |
| 2020-2021             | Everton FC             | Premier League        | 36          | 6           | 5           | 4               | 1               | 3               | 4                 | 1                 | 2                 | -          | -          | -          | -                              | -                              | -                              | -                              | -                      | -                      | -                      | 4       | 3       | 0       | 48    | 11    | 10    |
| 2021-2022             | Everton FC             | Premier League        | -           | -           | -           | -               | -               | -               | -                 | -                 | -                 | -          | -          | -          | -                              | -                              | -                              | -                              | -                      | -                      | -                      | -       | -       | -       | 0     | 0     | 0     |
| Sous-total            | Sous-total             | Sous-total            | 136         | 25          | 17          | 8               | 2               | 4               | 7                 | 3                 | 2                 | -          | -          | -          | -                              | 5                              | 1                              | 1                              | -                      | -                      | -                      | 28      | 10      | 2       | 184   | 41    | 26    |
| 2023-2024             | Lyngby BK              | Superliga             | 5           | 0           | 0           | 1               | 2               | 0               | -                 | -                 | -                 | -          | -          | -          | -                              | -                              | -                              | -                              | -                      | -                      | -                      | -       | -       | -       | 6     | 2     | 0     |
| Sous-total            | Sous-total             | Sous-total            | 5           | 0           | -           | 1               | 2               | -               | -                 | -                 | -                 | -          | -          | -          | -                              | -                              | -                              | -                              | -                      | -                      | -                      | -       | -       | -       | 6     | 2     | 0     |
| 2024                  | Valur Reykjavik        | Besta deild karla     | 17          | 10          | 3           | 3               | 0               | -               | 1                 | 0                 | 0                 | 1          | 0          | 0          | C4                             | -                              | -                              | -                              | -                      | -                      | -                      | 4       | 2       | 1       | 26    | 12    | 4     |
| Sous-total            | Sous-total             | Sous-total            | 17          | 10          | 3           | 3               | 0               | -               | 1                 | 0                 | 0                 | 1          | 0          | -          | -                              | -                              | -                              | -                              | -                      | -                      | -                      | 4       | 2       | 1       | 26    | 12    | 4     |
| Total sur la carrière | Total sur la carrière  | Total sur la carrière | 438         | 108         | 65          | 26              | 9               | 4               | 19                | 8                 | 3                 | 1          | 0          | -          | -                              | 24                             | 4                              | 5                              | 1                      | 0                      | 1                      | 82      | 27      | 13      | 591   | 156   | 91    |

### Buts internationaux
| Buts internationaux de Gylfi Sigurðsson | Buts internationaux de Gylfi Sigurðsson | Buts internationaux de Gylfi Sigurðsson | Buts internationaux de Gylfi Sigurðsson | Buts internationaux de Gylfi Sigurðsson | Buts internationaux de Gylfi Sigurðsson | Buts internationaux de Gylfi Sigurðsson |
| 0                                       | Date                                    | Lieu                                    | Adversaire                              | Score                                   | Résultats                               | Compétitions                            |
| --------------------------------------- | --------------------------------------- | --------------------------------------- | --------------------------------------- | --------------------------------------- | --------------------------------------- | --------------------------------------- |
| 1                                       | 7 octobre 2011                          | Estádio do Dragão, Porto, Portugal      | Portugal                                | 5-3                                     | 5-3                                     | Éliminatoires Euro 2012                 |
| 2                                       | 12 octobre 2012                         | Qemal Stafa, Tirana, Albanie            | Albanie                                 | 1-2                                     | 1-2                                     | Éliminatoires Coupe du monde 2014       |
| 3                                       | 22 mars 2013                            | Stožice Stadium, Ljubljana, Slovénie    | Slovénie                                | 1-1                                     | 1-2                                     | Éliminatoires Coupe du monde 2014       |
| 4                                       | 22 mars 2013                            | Stožice Stadium, Ljubljana, Slovénie    | Slovénie                                | 1-2                                     | 1-2                                     | Éliminatoires Coupe du monde 2014       |
| 5                                       | 11 octobre 2013                         | Laugardalsvöllur, Reykjavik, Islande    | Chypre                                  | 2-0                                     | 2-0                                     | Éliminatoires Coupe du monde 2014       |
| 6                                       | 9 septembre 2014                        | Laugardalsvöllur, Reykjavik, Islande    | Turquie                                 | 2-0                                     | 3-0                                     | Éliminatoires Euro 2016                 |
| 7                                       | 10 octobre 2014                         | Skonto, Riga, Lettonie                  | Lettonie                                | 0-1                                     | 0-3                                     | Éliminatoires Euro 2016                 |
| 8                                       | 13 octobre 2014                         | Laugardalsvöllur, Reykjavik, Islande    | Pays-Bas                                | 1-0                                     | 2-0                                     | Éliminatoires Euro 2016                 |
| 9                                       | 13 octobre 2014                         | Laugardalsvöllur, Reykjavik, Islande    | Pays-Bas                                | 2-0                                     | 2-0                                     | Éliminatoires Euro 2016                 |
| 10                                      | 3 septembre 2015                        | Amsterdam Arena, Amsterdam, Pays-Bas    | Pays-Bas                                | 0-1                                     | 0-1                                     | Éliminatoires Euro 2016                 |
| 11                                      | 10 octobre 2015                         | Laugardalsvöllur, Reykjavik, Islande    | Lettonie                                | 1-0                                     | 2-2                                     | Éliminatoires Euro 2016                 |
| 12                                      | 13 novembre 2015                        | Stadion Narodowy, Varsovie, Pologne     | Pologne                                 | 0-1                                     | 4-2                                     | Match amical                            |
| 13                                      | 1er juin 2016                           | Ullevaal Stadion, Oslo, Norvège         | Norvège                                 | 2-3                                     | 2-3                                     | Match amical                            |
| 14                                      | 18 juin 2016                            | Orange Vélodrome, Marseille, France     | Hongrie                                 | 1-0                                     | 1-1                                     | Euro 2016                               |
| 15                                      | 24 mars 2017                            | Stade Loro-Boriçi, Shkodër, Albanie     | Kosovo                                  | 0-2                                     | 1-2                                     | Éliminatoires Coupe du monde 2018       |
| 16                                      | 5 septembre 2017                        | Laugardalsvöllur, Reykjavik, Islande    | Ukraine                                 | 1-0                                     | 2-0                                     | Éliminatoires Coupe du monde 2018       |
| 17                                      | 5 septembre 2017                        | Laugardalsvöllur, Reykjavik, Islande    | Ukraine                                 | 2-0                                     | 2-0                                     | Éliminatoires Coupe du monde 2018       |
| 18                                      | 9 octobre 2017                          | Laugardalsvöllur, Reykjavik, Islande    | Kosovo                                  | 1-0                                     | 2-0                                     | Éliminatoires Coupe du monde 2018       |
| 19                                      | 2 juin 2018                             | Laugardalsvöllur, Reykjavik, Islande    | Norvège                                 | 2-1                                     | 2-3                                     | Match amical                            |
| 20                                      | 26 juin 2018                            | Rostov Arena, Rostov-sur-le-Don, Russie | Croatie                                 | 1-1                                     | 1-2                                     | Coupe du monde 2018                     |
| 21                                      | 10 septembre 2019                       | Elbasan Arena, Elbasan, Albanie         | Albanie                                 | 1-1                                     | 4-2                                     | Éliminatoires Euro 2020                 |
| 22                                      | 17 novembre 2019                        | Stadionul Zimbru, Chișinău, Moldavie    | Moldavie                                | 1-2                                     | 1-2                                     | Éliminatoires Euro 2020                 |
| 23                                      | 8 octobre 2020                          | Laugardalsvöllur, Reykjavik, Islande    | Roumanie                                | 1-0                                     | 2-1                                     | Barrage de l'Euro 2020                  |
| 24                                      | 8 octobre 2020                          | Laugardalsvöllur, Reykjavik, Islande    | Roumanie                                | 2-0                                     | 2-1                                     | Barrage de l'Euro 2020                  |
| 25                                      | 12 novembre 2020                        | Puskás Aréna, Budapest, Hongrie         | Hongrie                                 | 0-1                                     | 2-1                                     | Barrage de l'Euro 2020                  |
| 26                                      | 16 octobre 2023                         | Laugardalsvöllur, Reykjavik, Islande    | Liechtenstein                           | 1-0                                     | 4-0                                     | Éliminatoires Euro 2024                 |
| 27                                      | 16 octobre 2023                         | Laugardalsvöllur, Reykjavik, Islande    | Liechtenstein                           | 3-0                                     | 4-0                                     | Éliminatoires Euro 2024                 |

## Palmarès

### En club
- Finaliste de la Supercoupe d'Islande en 2024 avec le Valur Reykjavik

### Distinctions personnelles
- Joueur du mois de Premier League en mars 2012[49].
- Joueur du mois de D2 anglaise en mars 2010
- Footballeur islandais de l'année en 2010, 2012, 2013, 2014, 2015, 2016, 2017, 2018 et 2019.
- Sportif islandais de l'année en 2013 et 2016.